# Spandauer Vorstadt

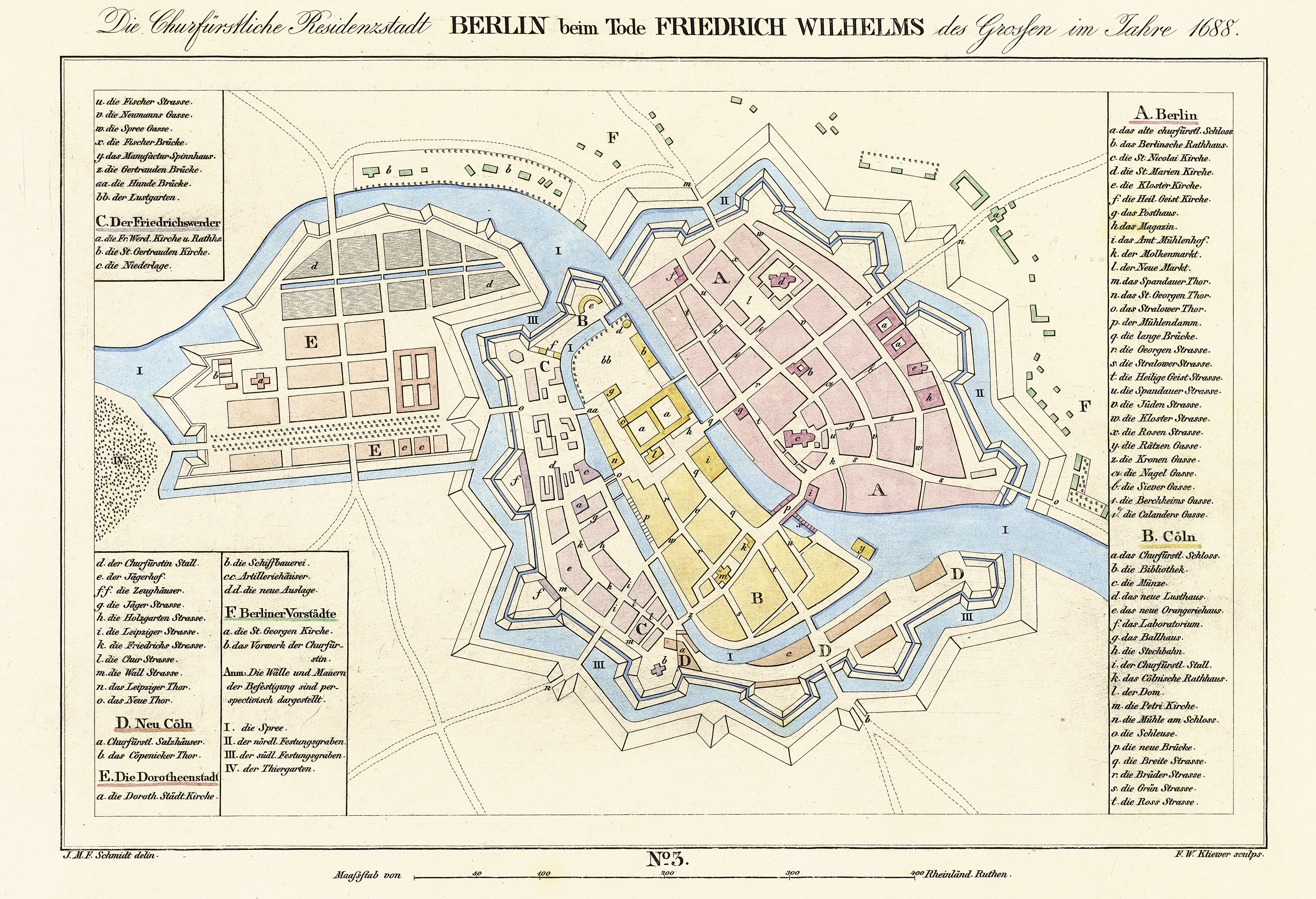
Vorwerk der Churfürstin auf einem Stadtplan von 1688

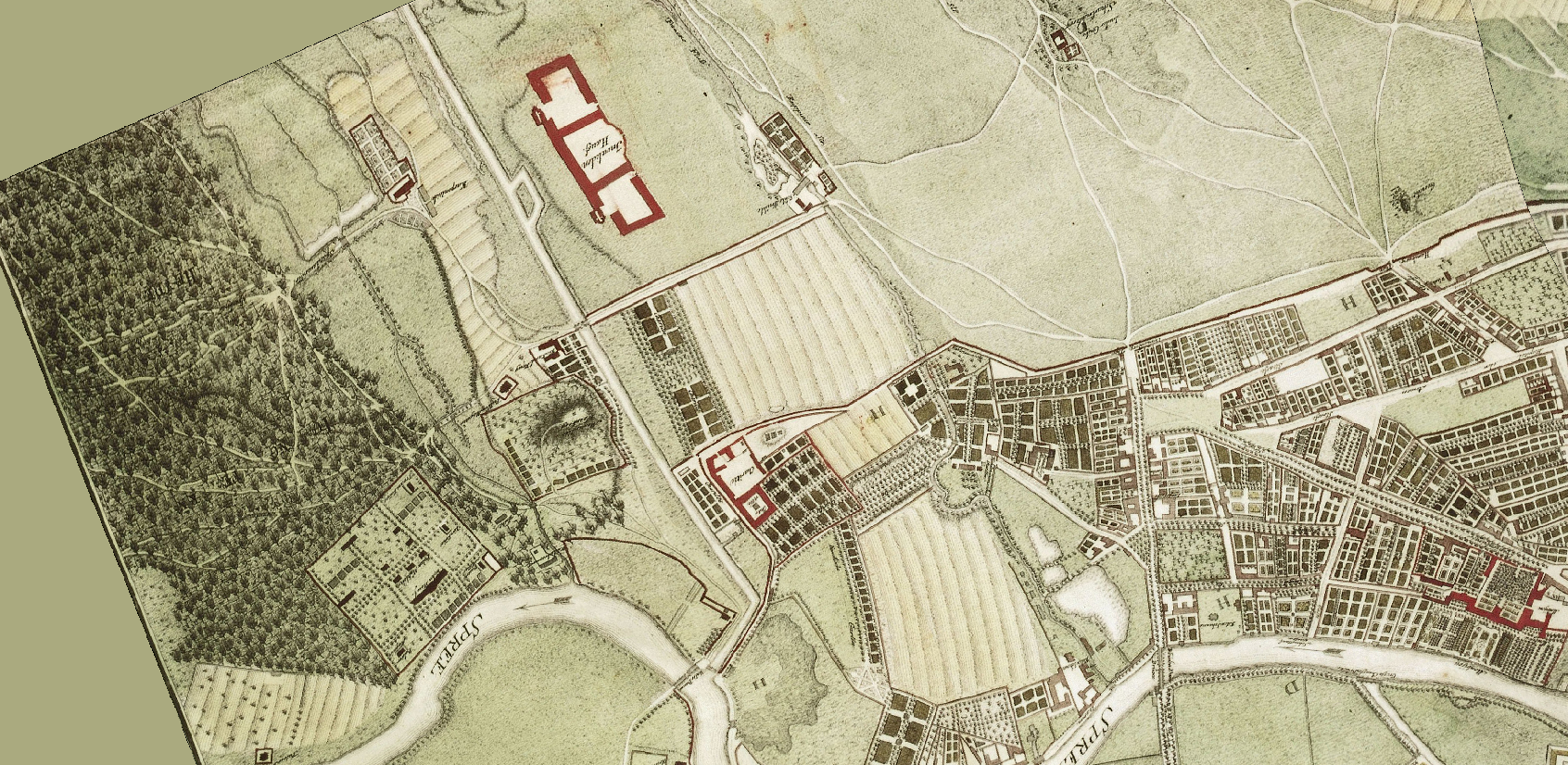
1748: Umgebung des Spandauer Heerwegs in Berlin (von Monbijouplatz bis Moabiter Weinberg, königlichen Pulvermühlen, Gelände Lehrte / Hauptbahnhof)

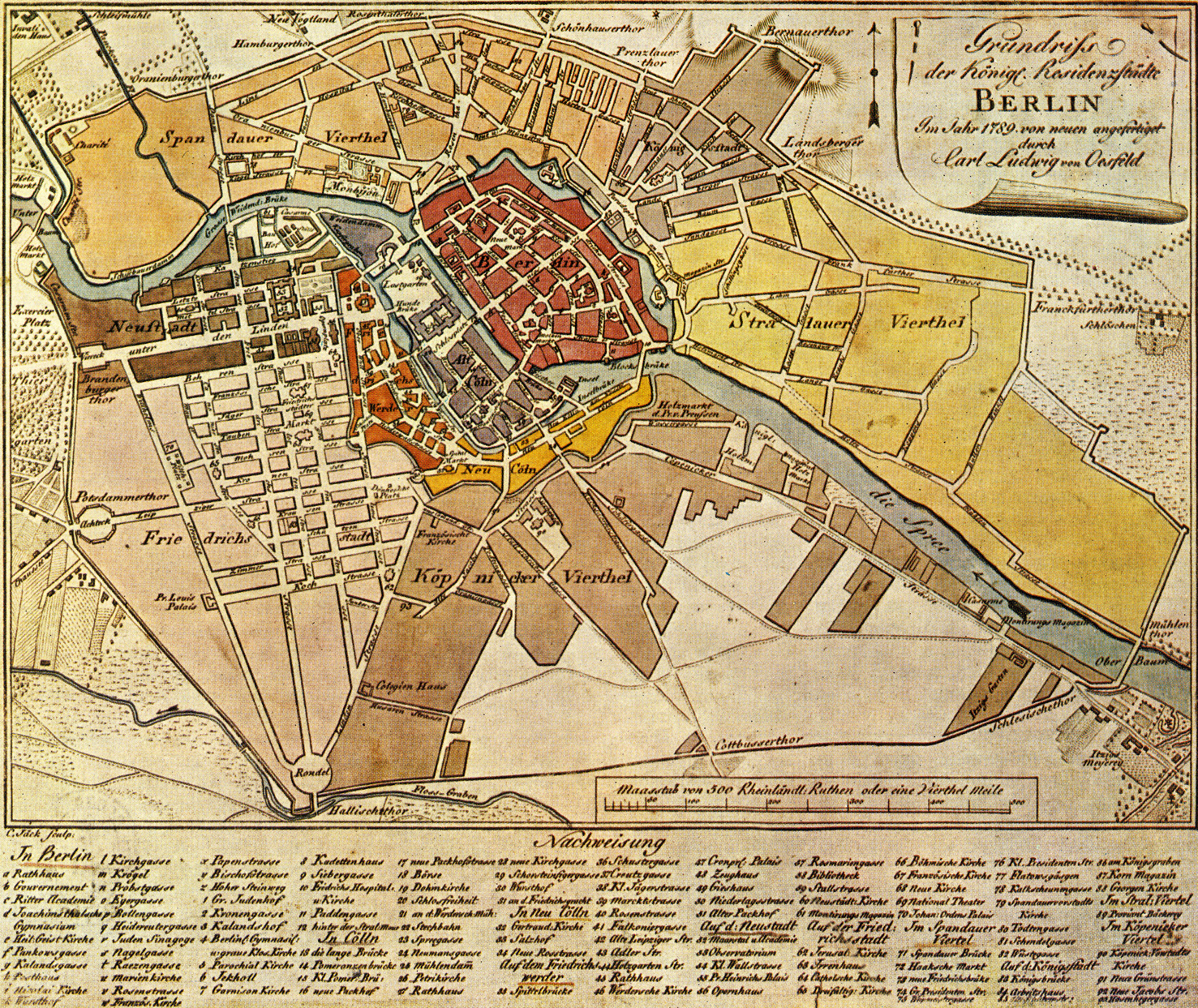
Das Spandauer Vierthel, 1789

Die Spandauer Vorstadt, 1875

Die Spandauer Vorstadt (früher auch Spandauer Viertel genannt) ist ein historischer Stadtteil im heutigen Berliner Ortsteil Mitte des gleichnamigen Bezirks.

## Geographie
Die Spandauer Vorstadt wird im Süden begrenzt von der Spree und vom Viadukt der Stadtbahn, im Osten von der Karl-Liebknecht-Straße und der angrenzenden Königsstadt, im Norden von der Torstraße und der angrenzenden Rosenthaler und Oranienburger Vorstadt und im Westen von der Friedrichstraße und der Friedrich-Wilhelm-Stadt.
Über die Weidendammer Brücke, die Ebertbrücke und die Monbijoubrücke ist die Spandauer Vorstadt mit der Dorotheenstadt verbunden.

## Geschichte

### Namenserläuterung
Die Vorstadt, die sich vor dem Spandauer Tor entwickelt hat, trug bald auch den Namen Spandauer Vorstadt oder auch  Spandauer Viertel. Für die Quartiere, die jenseits der heutigen Torstraße entstanden, wurde zeitweise der Begriff  Äußere Spandauer Vorstadt verwendet. Zuletzt gehörten diese Viertel aber zur Oranienburger und Rosenthaler Vorstadt.
Der östlich der Rosenthaler Straße gelegene Teil der Spandauer Vorstadt ist auch als Scheunenviertel bekannt; eine Bezeichnung, die häufig irrtümlich wegen des sich dort um 1900 befindlichen Schtetls auch auf westlich davon gelegene Straßenzüge, allen voran die Oranienburger Straße mit der Synagoge, ausgedehnt wird.

### 17. Jahrhundert bis 19. Jahrhundert
Die Spandauer Vorstadt entwickelte sich nördlich des Spandauer Tors der Berliner Stadtmauer. Sie hat ihre Ursprünge im Mittelalter und war zunächst eine lockere Ansiedlung, in der die Berliner Garten- und Landwirtschaft zur Selbstversorgung betrieben. Eine ähnliche Nutzung des Landes gab es vor allen Stadttoren. Mit dem Bau der Festungsanlage Mitte des 17. Jahrhunderts wurde das Spandauer Tor etwas nach Osten in die Umgebung des heutigen Hackeschen Marktes versetzt, die Bezeichnung blieb aber erhalten.
Anlässlich ihrer Heirat 1668 erhielt Kurfürstin Dorothea Grundbesitz im Bereich der Spandauer Vorstadt sowie das Tiergartenvorwerk, die spätere Dorotheenstadt, als Geschenk. Sie verwandelte beide Gelände in Bauland, um unabhängig vom kurfürstlichen Hof an Finanzmittel zu gelangen. 1685 ließ sie nach dem Vorbild der Dorotheenstadt hier einige Straßen anlegen, Grundstücke parzellieren und diese an Berliner Bürger und – auf der Basis des im selben Jahr erlassenen Edikts von Potsdam – auch an Hugenotten verkaufen.
Im Jahr 1685 wurde die Weidendammer Brücke erbaut. Sie führte die damalige Querstraße der Dorotheenstadt über die Spree und verband damit die beiden Ländereien der Kurfürstin. In Weiterführung dieses Straßenzuges nach Norden wurde die Dammstraße bis zur Landstraße nach Oranienburg als gut befahrbare und repräsentative Allee angelegt. Die Dorotheenstadt war dadurch wesentlich einfacher von Norden her zu erreichen, genau wie die westliche Spandauer Vorstadt ohne Umweg über den Schlossbezirk. Mit Anlage der Friedrichstadt erhielt dann der ganze Straßenzug um 1705 den Namen Friedrichstraße.
Um 1700 wurde auf dem Spandauer Heerweg, einer alten Landstraße vor dem später errichteten Schloss Monbijou, die Oranienburger Straße als repräsentative Allee ausgebaut. In der äußersten nordwestlichen Ecke der Spandauer Vorstadt wurde 1710 ein Pesthaus gebaut, aus dem die Charité hervorging. In der Spandauer Vorstadt standen 1710 bereits etwa 500 Wohnhäuser. 1712 erhielt sie eine eigene Pfarrkirche, die Sophienkirche in der Großen Hamburger Straße, die von Königin Sophie Luise, der dritten Gemahlin Friedrichs I. gestiftet wurde.
Auf Weisung von König Friedrich II. wurde 1750 die Berliner Zollmauer im Norden bis auf die Linie Prenzlauer Tor – Schönhauser Tor – Rosenthaler Tor – Hamburger Tor – Oranienburger Tor – (1836 Neues Tor) – Unterbaum (Spree) ausgedehnt. Dieser Verlauf ist noch gut zwischen Linienstraße (Innenseite) und Torstraße (Außenseite) zu erkennen. Den weiteren Verlauf bildete die heutige Hannoversche Straße. Die Anlage wurde geleitet vom Kommandanten von Berlin, Hans Christoph von Hacke (daher: Hackescher Markt). Das Gebiet zwischen Oranienburger Tor und Rosenthaler Tor erhielt später den Namen Oranienburger Vorstadt und Rosenthaler Vorstadt. 1751 wurde die Festungsanlage in diesem Bereich bis auf einen Abwassergraben eingeebnet; der Straßenname Am Zwirngraben erinnert heute noch daran. In der östlichen Spandauer Vorstadt wurde auch ein neues Judenviertel angelegt (heute als ‚Scheunenviertel‘ bekannt).
Seit 1822 wurde im bislang vorwiegend gartenbaulich genutzten Bereich westlich der Friedrichstraße die Friedrich-Wilhelm-Stadt erbaut, die 1828 von der Spandauer Vorstadt abgetrennt wurde und seitdem einen eigenen Stadtteil bildete. In den Jahren vor dem Ersten Weltkrieg wurde im Rahmen einer Flächensanierung ein großer Teil des alten Scheunenviertels abgerissen und neuzeitlich bebaut.

### Seit dem 20. Jahrhundert
Bei der Bildung von Groß-Berlin im Jahr 1920 wurde die Spandauer Vorstadt Teil des neugebildeten Bezirks Mitte. Der Zweite Weltkrieg richtete vergleichsweise wenig Schäden in der Spandauer Vorstadt an. Einige bedeutende historische Bauten wie das Schloss Monbijou wurden zerstört und später abgerissen. Die Pflege der historischen Altbausubstanz wurde über Jahrzehnte vernachlässigt, was zu Leerstand und Verfall führte. Erst in den 1980er Jahren wurde die Sophienstraße rekonstruiert; parallel dazu begann stellenweise eine Sanierung durch Abriss und Neubau.
Das Gebiet der Spandauer Vorstadt ist heute als Bauensemble denkmalgeschützt und gilt als der größte und am besten erhaltene historische Stadtteil Berlins. Seit der deutschen Wiedervereinigung 1990 ist ein großer Teil der Bebauung renoviert worden und die Spandauer Vorstadt hat sich zu einem auch touristisch attraktiven Wohn-, Geschäfts- und Szeneviertel mit deutlicher Tendenz zur Gentrifizierung entwickelt.

## Bevölkerung
Im Jahr 1890 erreichte die Spandauer Vorstadt (im 18. und 19. Jahrhundert überwiegend Spandauer Viertel genannt) mit 78.953 ihre höchste Einwohnerzahl.

## Politik
Am Rosa-Luxemburg-Platz in der Kleine Alexanderstraße 28 hat die Partei Die Linke ihren Sitz. Das Karl-Liebknecht-Haus war von 1926 bis 1933 die Zentrale der Kommunistischen Partei Deutschlands.

## Kultur und Sehenswürdigkeiten

### Museen und Galerien
In der Spandauer Vorstadt befinden sich eine Reihe von Museen, die die jüdische Geschichte des Viertels thematisieren. In der Oranienburger Straße 28–30 befindet sich die 1995 eröffnete Neue Synagoge – Centrum Judaicum, ein Zentrum, das sich der Pflege und Wahrung jüdischer Kultur widmet. Darüber hinaus sollen Archiv und Bibliothek der Forschung dienen. Nahe am Hackeschen Markt, in der Rosenthaler Straße 39 befinden sich das Anne Frank Zentrum und das Museum Blindenwerkstatt Otto Weidt.
Die Auguststraße ist über die Grenzen Berlins hinaus bekannt für ihre Galerie-Szene. Die wohl bekannteste Galerie, die Kunst-Werke Berlin, befindet sich in der Auguststraße 64.

### Theater und Varieté
Am Rosa-Luxemburg-Platz, dem ehemaligen Bülowplatz, steht die von 1913 bis 1914 nach Plänen von Oskar Kaufmann errichtete Volksbühne.
Der Friedrichstadtpalast hat die größte Theaterbühne der Welt und eine lange Tradition. Seine Geschichte begann Am Zirkus 1, neben dem heutigen Berliner Ensemble. 1984 zog der Friedrichstadtpalast in das neugebaute Revuetheater in der Friedrichstraße 107 um.
In den Hackeschen Höfen, Rosenthaler Straße 40/41 gibt es das 1991 gegründete Chamäleon Theater, das sich seit 2004 dem Neuen Zirkus verschrieben hat und wechselnde Programme zeigt.
Ein weiterer Aufführungsort für Theater und Tanz sind die Sophiensäle im 1904/1905 errichteten Handwerkervereinshaus.

### Sonstiges
Die Ruine des ehemaligen Passage-Kaufhauses in der Oranienburger Straße war 1992 von Künstlern besetzt worden und machte sich einen Namen als Kunsthaus Tacheles. 2012 mussten die Künstler das Haus trotz zahlreicher Proteste wieder verlassen. Nach der Sanierung und Einbeziehung in das städtebauliche Projekt zwischen Friedrichstraße, Johannisstraße und Oranienburger Straße soll das Tacheles wieder eine kulturelle Nutzung bekommen.
In der Auguststraße befindet sich Clärchens Ballhaus, eine Institution in der seit über 100 Jahren ununterbrochen getanzt wird.

### Besondere Bauten

#### Nicht mehr vorhandene Gebäude
Zwischen 1703 und 1706 ließ König Friedrich I. vom Hofbaumeister Eosander von Göthe im Stil des −Spätbarock ein kleines Lustschloss am nördlichen Ufer der Spree jenseits des Spandauer Tores errichtet. Das Schloss Monbijou beherbergte zuletzt das Hohenzollern-Museum. Stadtbildprägend waren die zweigeschossigen Torhäuser am Monbijouplatz. Schloss und Torhäuser wurden im Zweiten Weltkrieg schwer beschädigt und die Ruinen 1959 abgebrochen.
Im Jahr 1859 wurde in der Oranienburger Straße 76a das nach Plänen von Stüler errichtete Gebäude des Domkandidatenstifts eingeweiht. Um einen Innenhof gruppierten sich verschiedene Gebäudeteile und ein Turm in der Straßenfront bildete den markanten Höhepunkt. Erst 1972 wurde der im Zweiten Weltkrieg ausgebrannte Gebäudekomplex abgebrochen.
Auf dem Gelände des Schlosses Monbijou wurde 1884 die nach Plänen von Julius Raschdorff realisierte St. George’s Church (Englische Kirche) eingeweiht. Die Kirche im Stil englischer Kirchenbauten des 19. Jahrhunderts wurde im Zweiten Weltkrieg zerstört.
Im Jahr 1909 wurde in der Friedrichstraße 110–112 die Friedrichstraßenpassage eröffnet, die die Friedrichstraße mit der Oranienburger Straße verband. Markant waren die Portalbauten in beiden Straßenfronten und die mächtige Kuppelhalle im Blockinneren. 1983 wurde das zuletzt als „Haus der Technik“ bezeichnete, im Zweiten Weltkrieg schwer beschädigte, Gebäude gesprengt. Lediglich das Vorderhaus an der Oranienburger Straße blieb stehen und wurde als Kunsthaus Tacheles bekannt.

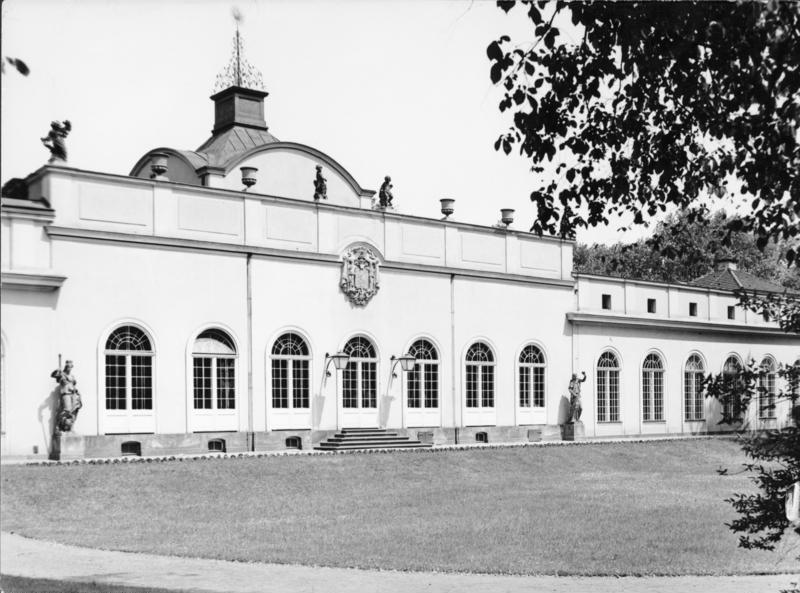
Schloss Monbijou, Spreefront
Englische Kirche
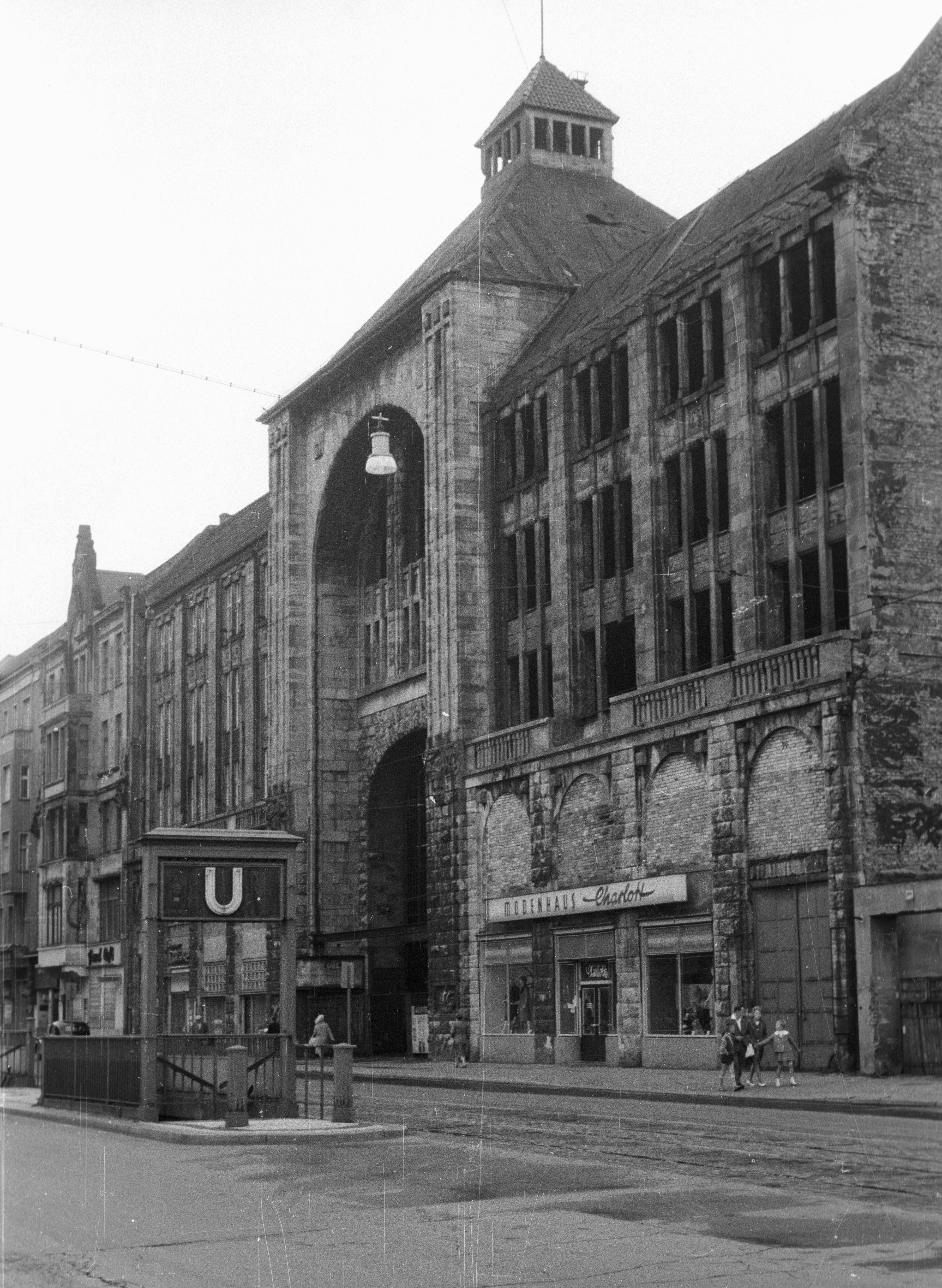
Friedrichstraßenpassage, Friedrichstraße 110–112, kurz vor dem Abriss

#### Denkmalgeschützte Gebäude

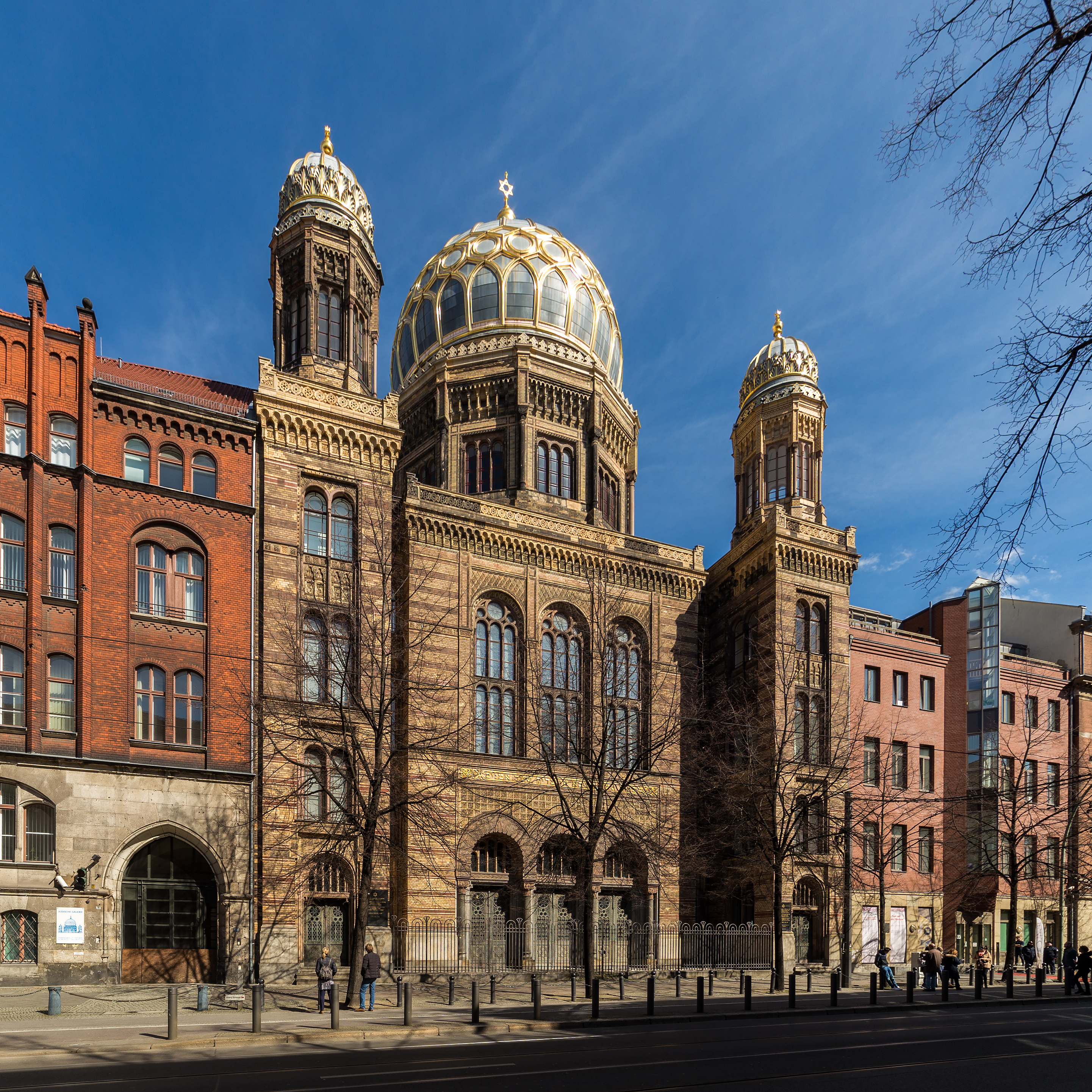
Neue Synagoge in der Oranienburger Straße
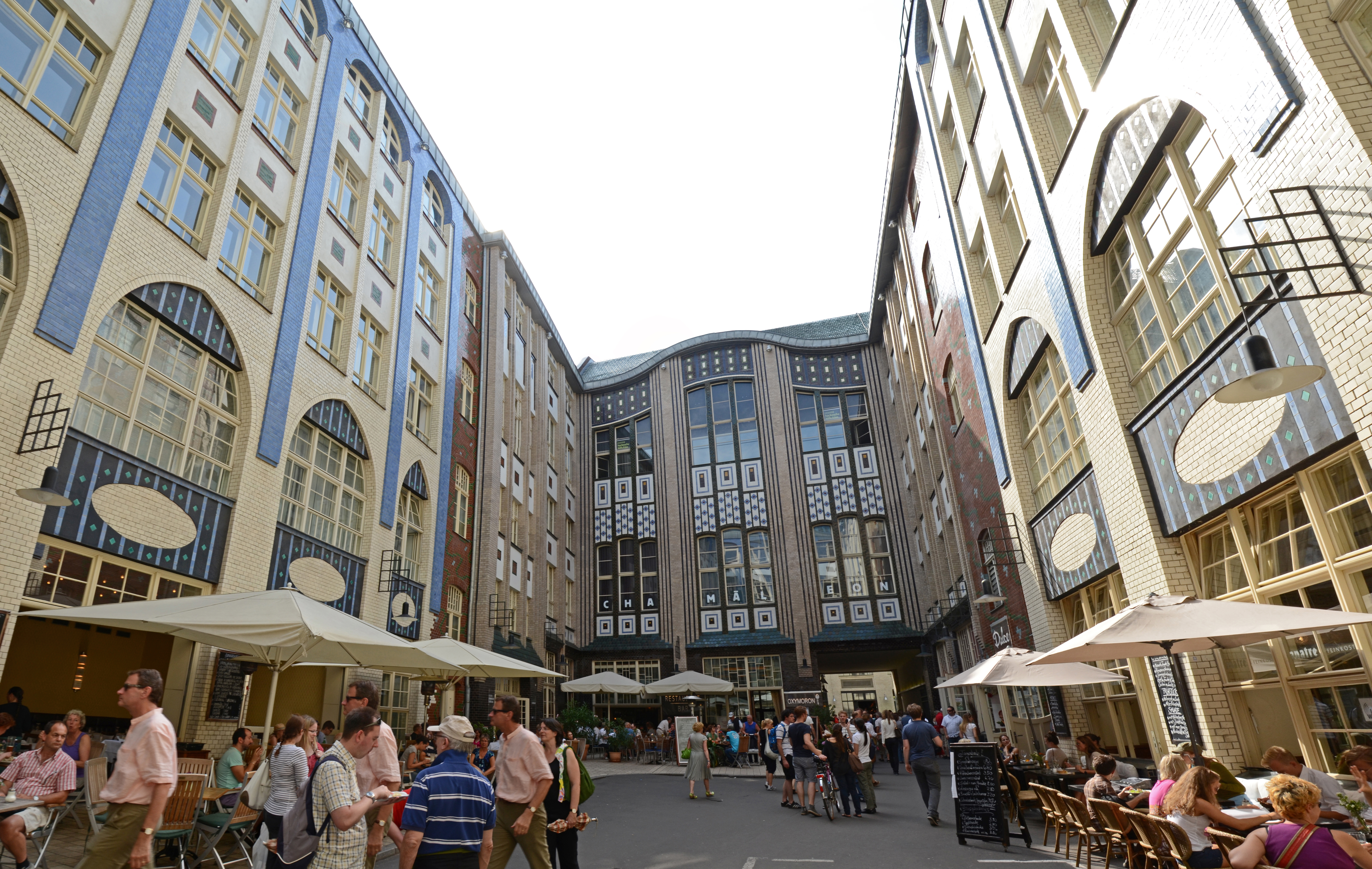
1. Hof der Hackeschen Höfe
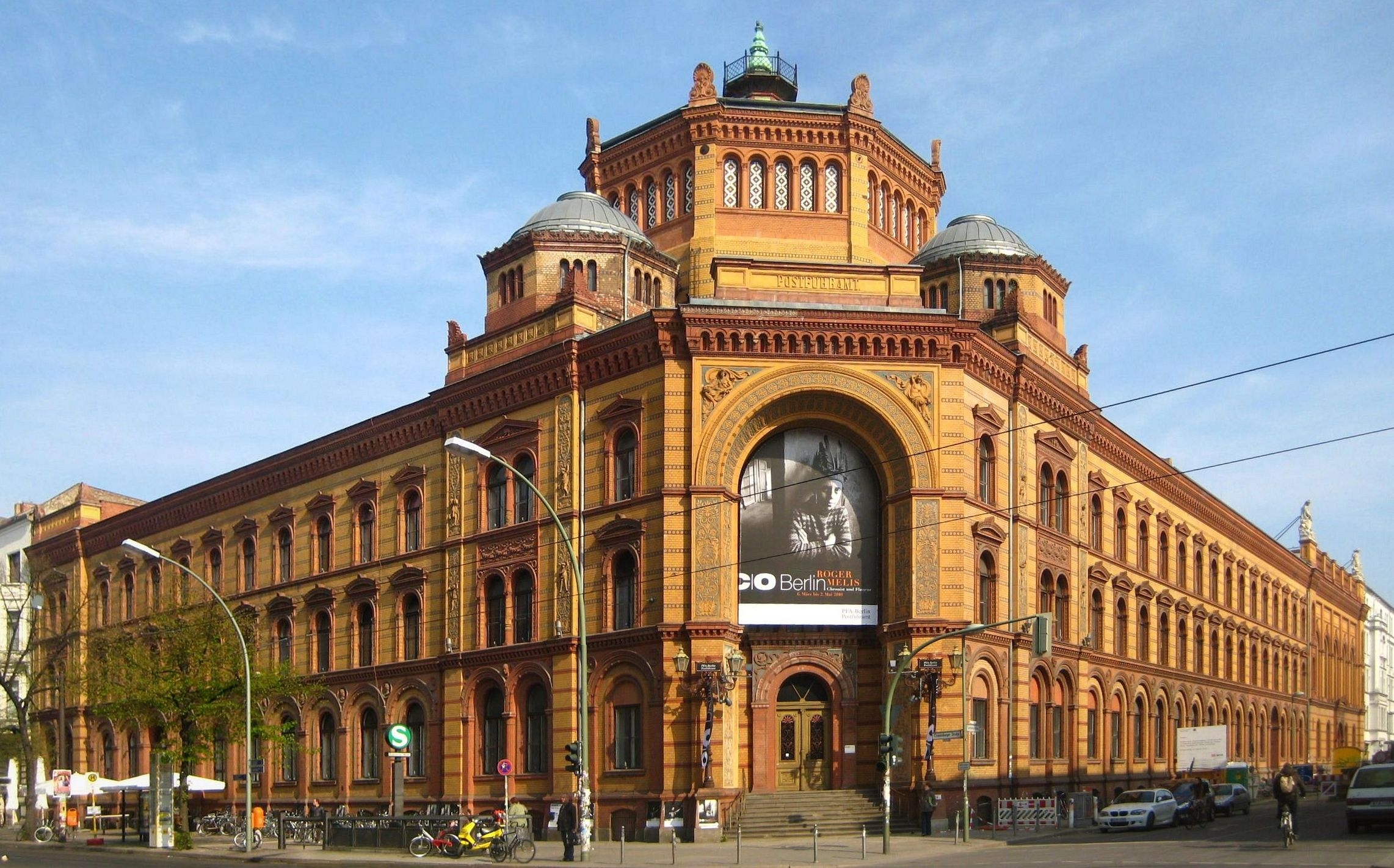
Postfuhramt
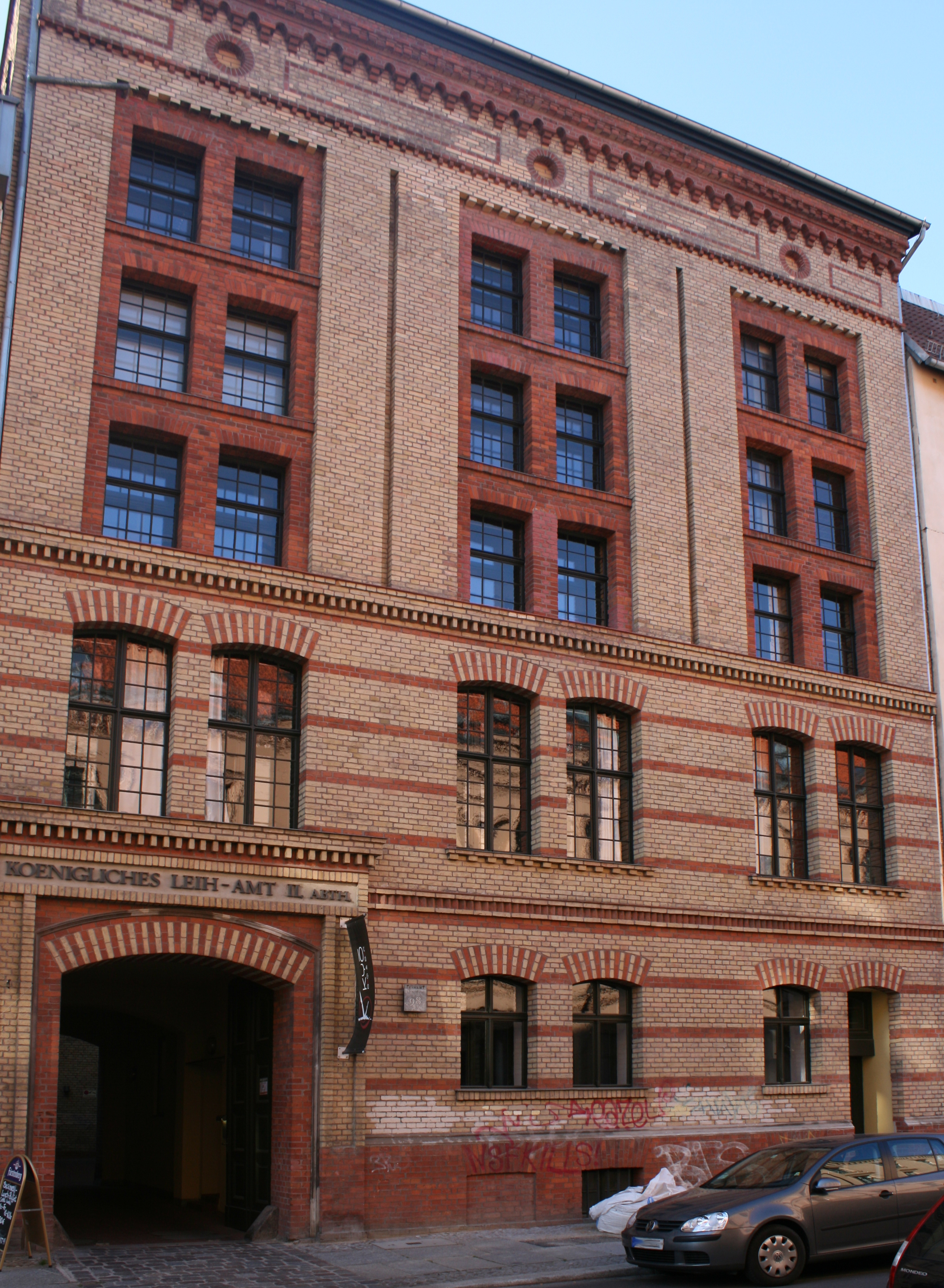
Königliches Leihamt
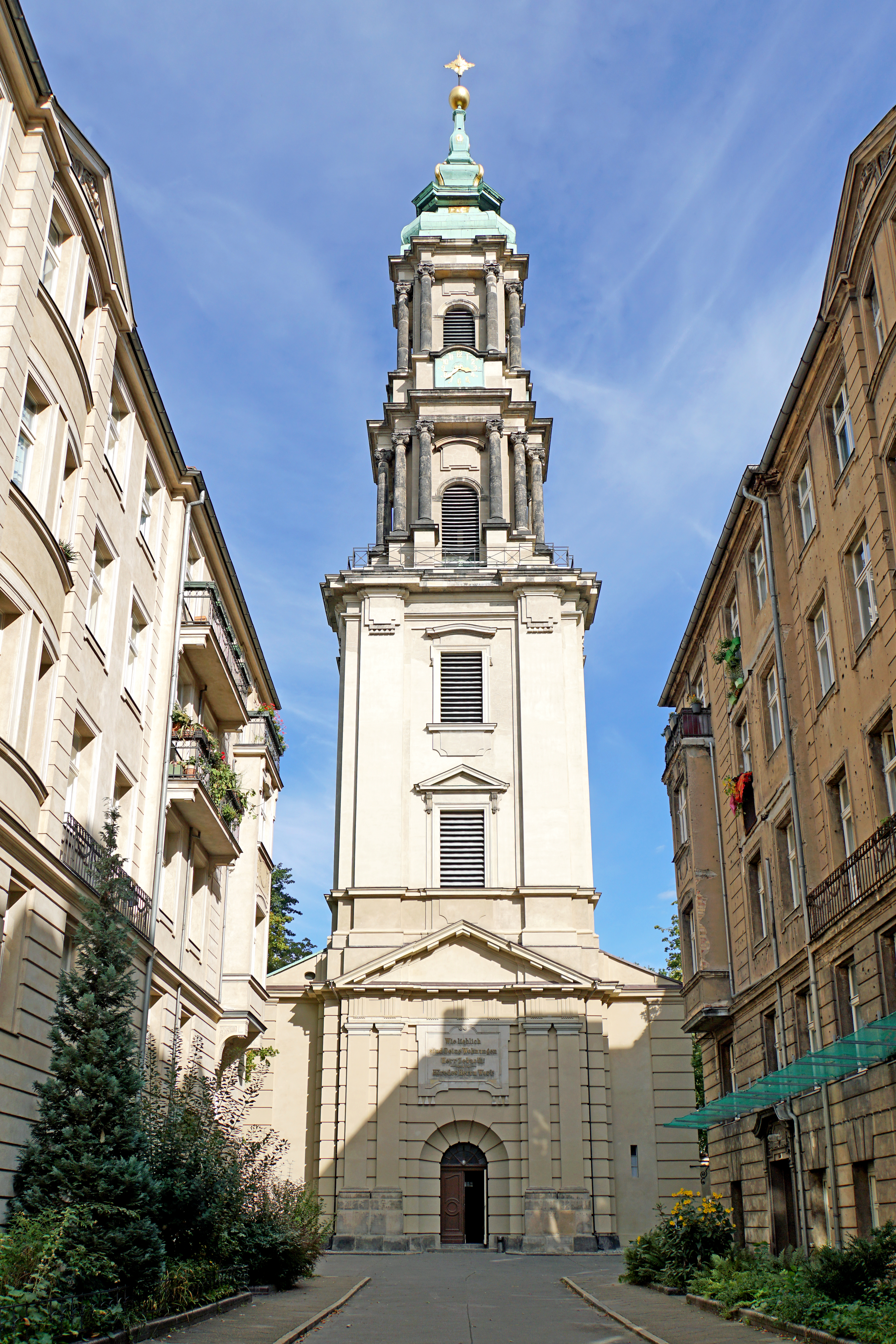
Sophienkirche

#### Moderne Bauten

Neuer Hackescher Markt

In den Jahren 1999–2000 entstand auf der Ostseite des Hackeschen Marktes an der Ecke zur Dircksenstraße ein Ensemble von insgesamt zwölf Einzelhäusern, die durch angedeutete Parzellenteilung und die Gestaltung Bezug nehmen auf die Architektur der Umgebung. In den Erdgeschosse sind Läden untergebracht und die Obergeschosse dienen überwiegend dem Wohnen. Das Architekturbüro Bellmann & Böhm entwickelte den Masterplan. Drei weitere Architekturbüros waren an der Durcharbeitung beteiligt.